# Anders Fredrik Spong
Anders Fredrik Spong (Spång), född 21 mars 1775 i Stockholm, död 4 januari 1840 på Forsbo i Tärna socken, Västmanlands län, var en svensk koppartryckare och litograf.
Han var son till bryggaren Axel Spång och Anna Elisabeth Sivert och gift med Margareta Andersson samt far till Anders Magnus Spong och Axel Fredrik Spong. Han var verksam som koppartryckare i Stockholm från 1810 fram till sin död. Han inköpte 1824 en fastighet vid Regeringsgatan dit tryckeriet flyttades dessutom bosatte han sig själv med familj i huset och det fanns även bostäder för de anställda och lärlingar. Ett stort antal koppartryckare utbildades vid hans tryckeri och dessa kom efter sin utbildning att spridas runt om i Sverige. I fastigheten bodde även hans kompanjon Johan Elias Cardon, bokbindaren Carl Stadtlander och gravören Johan Gustaf Ruckman.  